# Zelda Schneersohn Mishkovsky
Zelda Schneersohn Mishkovsky, in ebraico זלדה שניאורסון-מישקובסקי‎?), più famosa come Zelda (Dnipropetrovs'k, 20 giugno 1914 – Gerusalemme, 30 aprile 1984), è stata una poetessa israeliana.

## Biografia
Zelda era nata nella città di Yekatrinoslav da Sholom Shlomo e Rachel Schneersohn. Suo padre era discendente diretto del terzo Lubavitcher Rebbe, Tzemach Tzedek (Menachem Mendel Schneersohn), ed era cresciuta in una famiglia con forte radici nel movimento Chabad Lubavitch. Poi nel 1925 la sua famiglia si trasferì a Gerusalemme, dove Zelda rimase per il resto della sua vita. Lavorava come insegnante. Cominciò a scrivere poesie negli anni '30, ma il suo primo libro (Tempo libero) fu pubblicato nel 1967.

## Poesia
Zelda è un raro esempio di religiosità fondata su una fede profonda e tradizionale, senza i dubbi e l'ironia sulla Halakhah che sono comuni tra i poeti ebrei del XIX, XX e XXI secolo.  Le sue poesie riflettono la sua fede costante - per esempio in Kaasher berakhti 'al hanerot - "Quando ho recitato la benedizione delle candele dello Shabbat". 

## Alunni
Il suo alunno più famoso è stato Amos Klausner, poi diventato lo scrittore Amos Oz. Oz ha scritto nel suo romanzo semi-autobiografico "Una storia di amore e di tenebra" che da bambino era innamorato di Zelda. Anni dopo il diploma, Oz fece visita alla poetessa nella sua casa e fu profondamente commosso dal fatto che Zelda ancora ricordasse come gli piaceva bere la limonata.

## Opere
- פּנאי (Tempo libero) - 1967
- הכרמל האי נראה (Il Carmelo invisibile) - 1971
- אל תרחק (Non stare lontano) - 1975
- הלא הר הלא אש (Né monte né fuoco) - 1977
- השוני המרהיב (L'altro stupendo) - 1981
- שנבדלו מכל מרחק (Lontani da ogni luogo) - 1984
- שירי זלדה (Poesie di Zelda) - 1985